# エル・エヒド
エル・エヒド（スペイン語: El Ejido）は、スペイン・アンダルシア州アルメリア県のムニシピオ（基礎自治体）。

## 地理
県都アルメリアから約80km離れている。ガドル山脈と地中海に挟まれている。市域は主として標高45mの平野で、低木が占めるわずかな丘陵地帯もある。約27km続く海岸部は、環境上重要な湿地帯となっている。地中海性気候で冬は約12℃と温暖で、夏は約28℃である。降雨量は約286mmで、秋から春にかけて最も降雨がある。

## 歴史
古代、ムルギ(Murgi)と呼ばれていた一帯への定住者はセロン・デ・ダリアスからやってきた。この地に移り住み資源を開発した農民や羊飼いたちはそのほとんどがアルプハーラ出身者であった。1950年代に人口3000人にも満たなかったこの地は、1956年以降砂地での農業が試みられるようになった。1961年、ビニールハウス農業の成功、イスラエルから導入された灌漑設備設置から、一帯は緩むことのない経済成長を遂げた。長く北のムニシピオ、ダリアスの一部であったエル・エヒドは、1981年にアンダルシア州議会の可決を受けてダリアスから分離し、自治体となった。現在のエル・エヒドは、「プラスチックの海」（Mar de plástico、ビニールハウスの立ち並ぶ様子を表す）の中心部となっている。